# NGC 2642
NGC 2642 (również PGC 24395) – galaktyka spiralna z poprzeczką (SBbc), znajdująca się w gwiazdozbiorze Hydry. Odkrył ją John Herschel 19 lutego 1830 roku.
W galaktyce tej zaobserwowano supernowe SN 2002fj i SN 2008bh.